# Due cuori a tempo di valzer
Due cuori a tempo di valzer  (Zwei Herzen im Dreiviertel-Takt) è un film del 1930 diretto da Géza von Bolváry.

## Trama
Il compositore Toni Hofer, in collaborazione con i librettisti Nicki e Vicki Mahler, sta lavorando alla sua nuova operetta. Ma gli manca l'ispirazione per il valzer. Hedi, la sorella adottiva dei librettisti, diventa la sua musa: per lei, Toni compone una melodia. Ma, quando la ragazza se ne va, lui si dimentica la musica composta. Alla fine, alla prova generale, Hedi ritorna e, con lei, ritorna a fluire anche la musica.

## Produzione
Il film fu prodotto dalla Deutsche Lichtspiel-Syndikat (DLS) e dalla Super-Film GmbH.

## Distribuzione
Distribuito dalla Deutsche Lichtspiel-Syndikat (DLS), il film uscì nelle sale cinematografiche tedesche il 13 marzo 1930 con il titolo originale Zwei Herzen im Dreiviertel-Takt o Zwei Herzen im 3/4 Takt.